# Morzyk marmurkowy
Morzyk marmurkowy (Brachyramphus marmoratus) – gatunek średniej wielkości ptaka z rodziny alk (Alcidae). Występuje na zachodnim wybrzeżu Ameryki Północnej, od Kalifornii po Alaskę i wyspy Cieśniny Beringa. Zagrożony wyginięciem.

## Taksonomia
Po raz pierwszy zgodnie z zasadami nazewnictwa binominalnego gatunek opisał Johann Friedrich Gmelin w 1789 w 13. edycji linneuszowskiego Systema Naturae. Autor przydzielił gatunkowi nazwę Colymbus marmoratus. Jako miejsce typowe wskazał zachodnią Amerykę Północną i Kamczatkę, co później ograniczono do Zatoki Księcia Williama. Obecnie (2023) Międzynarodowy Komitet Ornitologiczny (IOC) umieszcza morzyka marmurkowego w rodzaju Brachyramphus. Niegdyś uznawany był za gatunek konspecyficzny z morzykiem kamczackim (B. perdix). IOC uznaje B. marmoratus za gatunek monotypowy.

## Morfologia
Krępa alka o długim, ostro zakończonym dziobie. Występuje rozdzielenie na szatę godową i spoczynkową, nie występuje dymorfizm płciowy w upierzeniu. W szacie godowej wierzch ciała w większości czarny, wymieszany z elementami rdzawokasztanowymi; wszystkie pióra z wyjątkiem pokryw skrzydłowych posiadają końcówki tej barwy. Na grzbiecie dwa pasy. Pokrywy skrzydłowe czarne, na końcach szarawe krawędzie. Broda, boki głowy i spód ciała białe, pióra posiadają szarobrązowe końcówki. Lotki czarne, jaśniejsze na chorągiewkach wewnętrznych. Sterówki czarne, występują w liczbie 14. W szacie spoczynkowej wierzch ciała głównie szarobrązowy, z wyjątkiem wierzchu głowy i pokryw skrzydłowych – gdzie pióra są niemal jednolitej barwy – na końcach piór można dostrzec barwę brązowoczarną. Z tyłu szyi biała półobroża. Broda, kantarek, boki głowy i spód ciała czysto białe. Dziób czarniawy, tęczówka czarnobrązowa.

### Wymiary
Długość ciała to 24–26 cm, masa ciała 196–269 g. Wymiary dla ptaków z Kolumbii Brytyjskiej, zebrane w latach 1997 w dwóch miejscach, podane w mm:
|                                                  | Długość skrzydła | Długość dzioba wzdłuż górnej krawędzi | Szerokość dzioba | Wysokość dzioba | Długość skoku |
| ------------------------------------------------ | ---------------- | ------------------------------------- | ---------------- | --------------- | ------------- |
| Desolation Sound (płd.-wsch. Kolumbia Brytyjska) |                  |                                       |                  |                 |               |
| ♂                                                | 133,1 ± 3,7      | 17,9 ± 0,8                            | 4,0 ± 0,3        | 5,8 ± 0,3       | 17,2 ± 0,8    |
| ♀                                                | 131,1 ± 3,2      | 17,4 ± 0,9                            | 4,0 ± 0,4        | 5,7 ± 0,3       | 16,9 ± 0,6    |
| Mussel Inlet (wsch. Kolumbia Brytyjska)          |                  |                                       |                  |                 |               |
| ♂                                                | 133,8 ± 3,9      | 17,2 ± 0,9                            | 4,0 ± 0,3        | 5,8 ± 0,3       | 17,7 ± 1,2    |
| ♀                                                | 132,0 ± 3,0      | 17,0 ± 1,0                            | 3,9 ± 0,4        | 5,7 ± 0,3       | 17,8 ± 1,5    |

U okazów z Muzeum Historii Naturalnej w Londynie (dawniej British Museum) długość środkowego palca wraz z pazurem wynosi blisko 28 do 30 mm (1,1–1,2 cala).

## Zasięg występowania
Zasięg występowania morzyka marmurkowego ciągnie się od zachodnich Aleutów (od Attu) po wyspy Barren i południowo-wschodnią Alaskę, na południe poprzez kanadyjską Kolumbię Brytyjską, Waszyngton, Oregon po centralny stan Kalifornia (pasmo Santa Cruz). Zimuje głównie w oddaleniu od wybrzeża i wzdłuż niego, także na południe od lęgowisk. BirdLife International szacuje powierzchnię obszaru lęgowisk i występowania całorocznego na 4,79 mln km².

## Ekologia
Morzyki marmurkowe to ptaki morskie, przebywające najczęściej do 2 km od wybrzeża. W stanie Waszyngton stwierdzono występowanie tego gatunku do 80 km w głąb lądu, w Oregonie 56 km, w północnej Kalifornii 37 km, centralnej – 18 km. Ptaki regularnie odwiedzają przybrzeżne jeziora, większość znajduje się do 20 km od oceanu. W okresie lęgowym ptaki za miejsca gniazdowania wykorzystują lasy, ze szczególnym upodobaniem najstarszych drzew. Dorosłe osobniki żywią się bezkręgowcami, szczególnie szczętkami, np. Thysanoessa spinifera i krylem pacyficznym (Euphausia pacifica), oraz małymi rybami, np. Ammodytes hexapterus, śledziem oceanicznym (Clupea harengus), gromadnikiem (Mallotus villosus). Nie żerują w dużych stadach jak inne alki, większe skupiska formują się w zimie.

### Lęgi

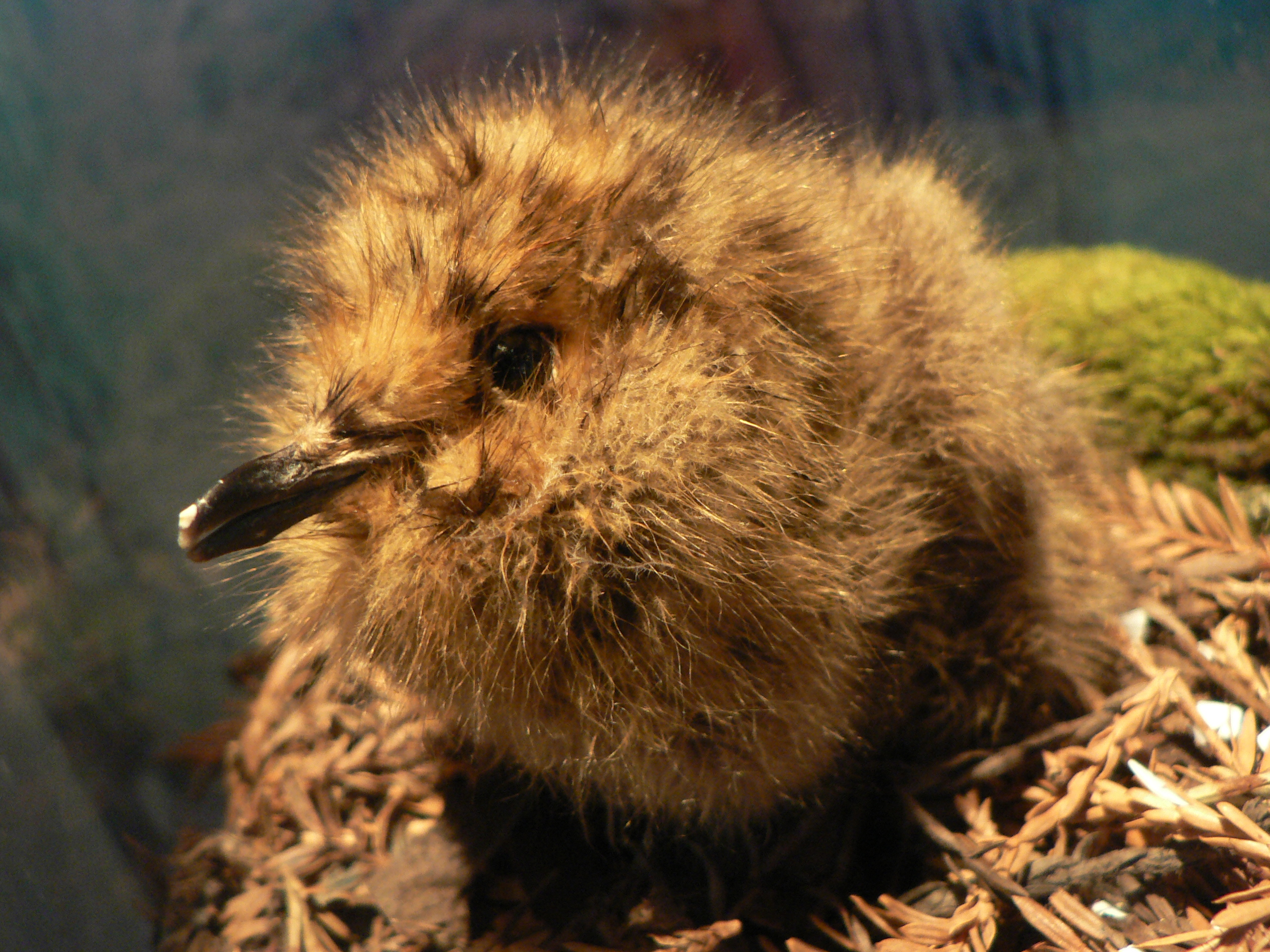
Pisklę morzyka marmurkowego

Okres lęgowy morzyków marmurkowych trwa od środka kwietnia do późnego września. Od czerwca do końca lipca w Kalifornii aktywność lęgowa szczególnie intensywna; w Oregonie ten okres trwa od lipca do środka sierpnia. Nie każdy dorosły osobnik wyprowadza lęgi co roku. Zniesienie liczy jedno jajo. Wysiadują je oba ptaki z pary, inkubacja trwa około 30 dni. Po blisko 28 dniach młode są w pełni opierzone. Na pisklęta polują modrosójki błękitne (Cyanocitta stelleri) i kruki (Corvus corax). Jeden osobnik z Kolumbii Brytyjskiej przeżył przynajmniej 10 lat (po sprawdzeniu obrączki został wypuszczony).

## Status i zagrożenia
Przez IUCN gatunek klasyfikowany jest jako zagrożony wyginięciem (EN, Endangered) niezmiennie od 2004 (stan w 2022); wcześniej, w 2000 uznano go za gatunek narażony (VU, Vulnerable). Liczebność światowej populacji ocenia się na 240–280 tysięcy dorosłych osobników. Zagrożeniem jest wycinka starych lasów, w których gatunek wyprowadza lęgi. Ptaki, tracąc miejsca gniazdowania, nie przenoszą się w inne, przez co populacja morzyków ma trend spadkowy. Używanie nylonowych siatek przy połowach oraz wycieki oleju mogą zwiększać śmiertelność morzyków marmurkowych. BirdLife International wymienia ponad 50 ostoi ptaków IBA, w których występuje gatunek; są to m.in. Zatoka Księcia Williama, Desolation Sound, Barkley Sound, niewymieniona na stronie gatunku zatoka Yakutat Bay.